# トルコの宇宙開発

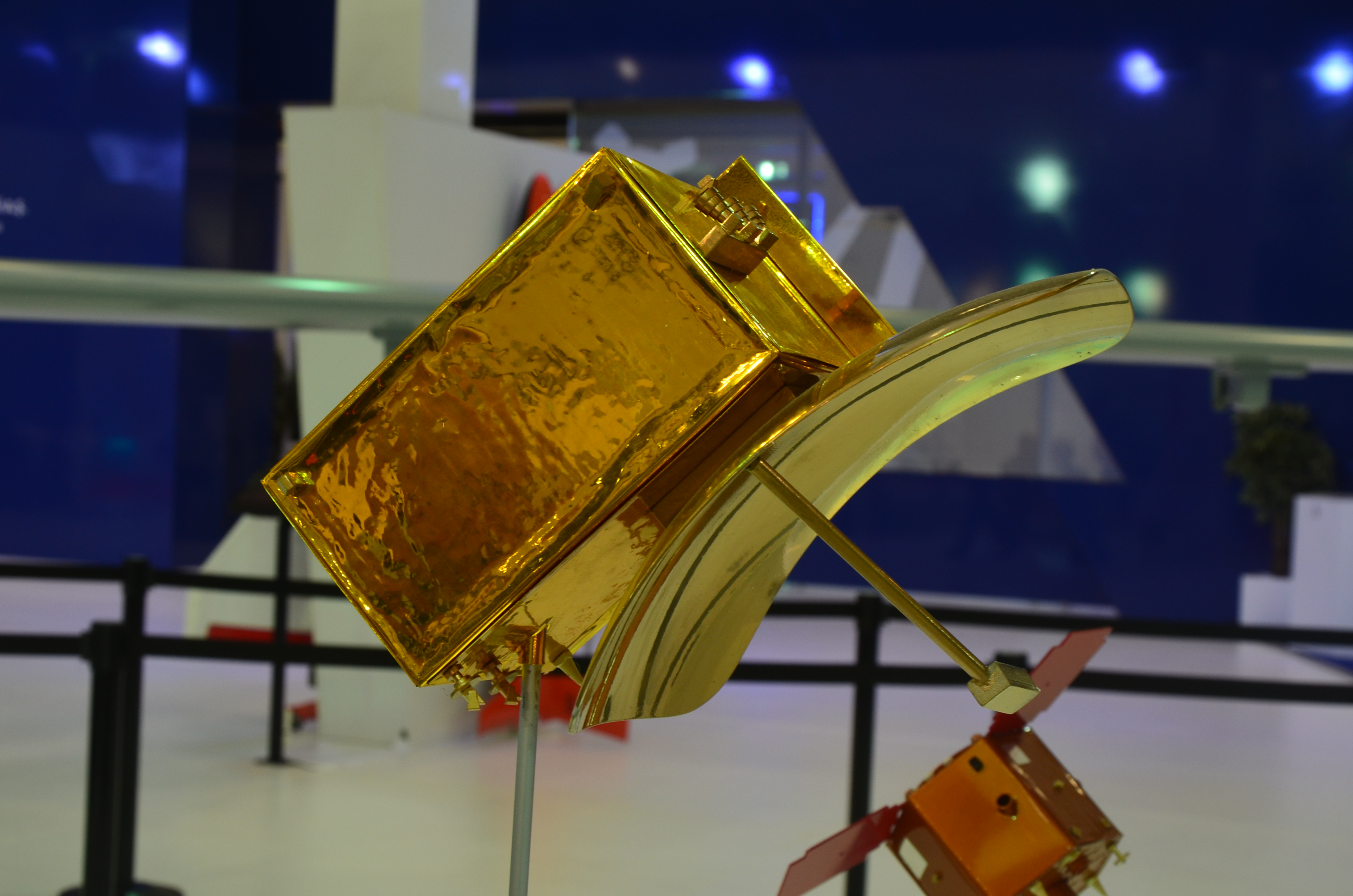
2015年に展示された地球観測衛星ギョクテュルク-3の模型。

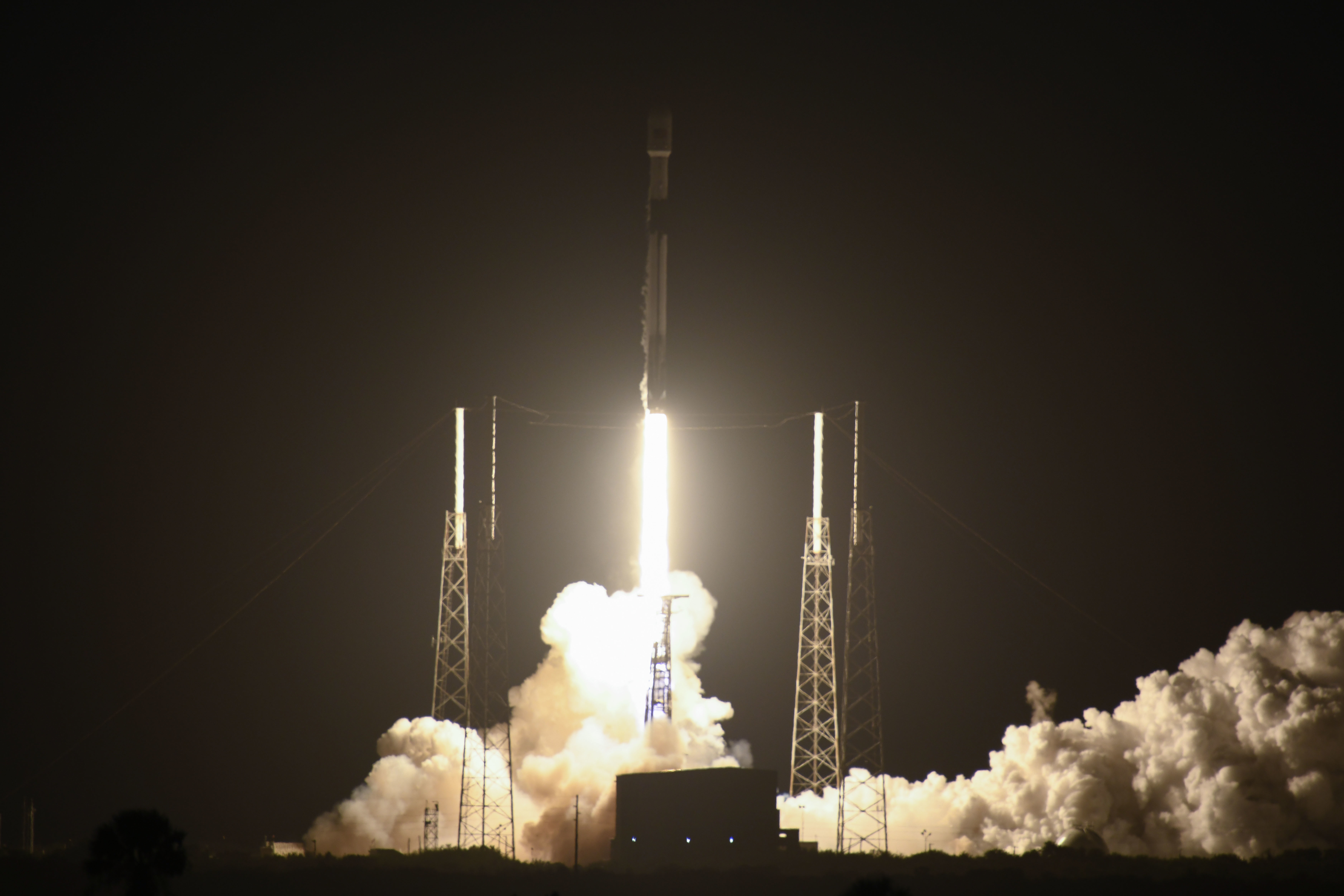
通信衛星タークサット5Aがケープカナベラル宇宙軍施設から打ち上げられる様子、2021年。

トルコの宇宙開発（トルコのうちゅうかいはつ）では、トルコでの宇宙開発について述べる。トルコはいくつかの衛星の打ち上げに成功しており、2023年時点では目標として2026年に探査機を月面に着陸させることが挙げられている。

## 歴史
1993年2月にトルコ科学技術研究会議(TÜBİTAK)により作成されたトルコの科学技術政策で経済に影響する五大技術が挙げられ、宇宙技術がそのうちの1つだった。これがトルコの政策文書ではじめて「宇宙」が言及されたものであり、以降同会議がトルコの宇宙政策を主導した。TÜBİTAKは1998年に再度トルコの宇宙政策を作成するよう命じられ、2001年には国家安全保障会議がトルコ宇宙機関の設立に同意した。トルコ政府は同年に他部門と協働し、宇宙機関の設立に関する勧告をするようトルコ空軍に命じた。そして、2018年12月13日にトルコ共和国官報に掲載された大統領令により、トルコ宇宙機関が正式に設立された。トルコ宇宙機関の目的はトルコにおける宇宙技術の開発により、人類全体の科学技術に貢献しつつ、他国の資源への依存を減らすことである。
2021年2月、トルコ大統領レジェップ・タイイップ・エルドアンは宇宙開発の十年計画を発表した。計画の主目的は2023年末までに国際協力による探査機の月面着陸を成功させ、2028年にはトルコが自力で探査機の月面着陸を成功させることである。このほか、新しい宇宙技術の開発、宇宙港の設立、宇宙技術局の設立、科学探査を目的とするトルコ国民の有人宇宙飛行、といった目標も挙げられている。その後、2023年11月の報道では2026年を目処に探査機の月面着陸を成功させるとした。
2024年11月15日にはエルドアン大統領より、独自の宇宙基地をソマリアに建設する計画が発表された。ソマリア議会による承認を得ており、一連のプロジェクトには約60億ドルを要すると見積もられている。

## 衛星
トルコ初の国有通信衛星タークサット1Bは1994年に打ち上げられた。トルコ宇宙技術研究機構は地球観測衛星の開発に成功し、2003年にBILSAT-1を、2011年にRASATを打ち上げた。イタリアのテレスパツィオ社がトルコ国家防衛省用に開発した軍事偵察衛星であるギョクテュルク-2（2012年）、ギョクテュルク-1（2016年）も打ち上げに成功している。